# Mormântul Mariei Tănase
Mormântul Mariei Tănase este un monument istoric aflat pe teritoriul municipiului București.
Mormântul conceput în stilul și pe tradiția vechii arhitecturi românești, cu elemente simbolice și decorative ale artei populare, a fost dăltuit în piatră de Albești de către sculptorul Marinică Marinetti, cu troiță și chenar pe margine, asemănător monumentelor tradiționale ale neamului nostru. Pe spatele troiței a fost săpată o duioasă inscripție de neștearsă prețuire: Mariei Tănase, omagiu din partea Uniunii Compozitorilor. Maria Tănase s-a stins la 22 iunie 1963.

## Imagini

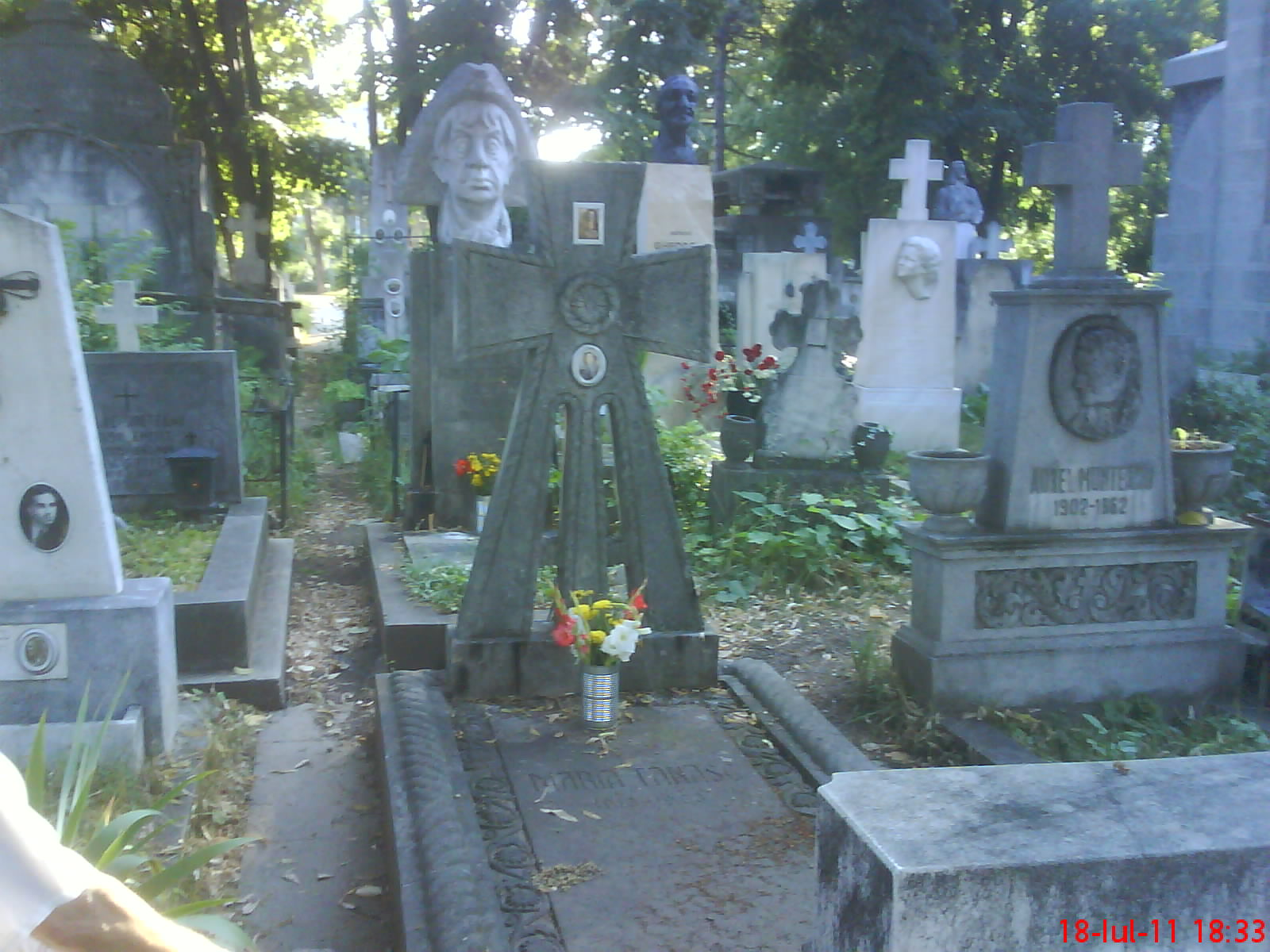
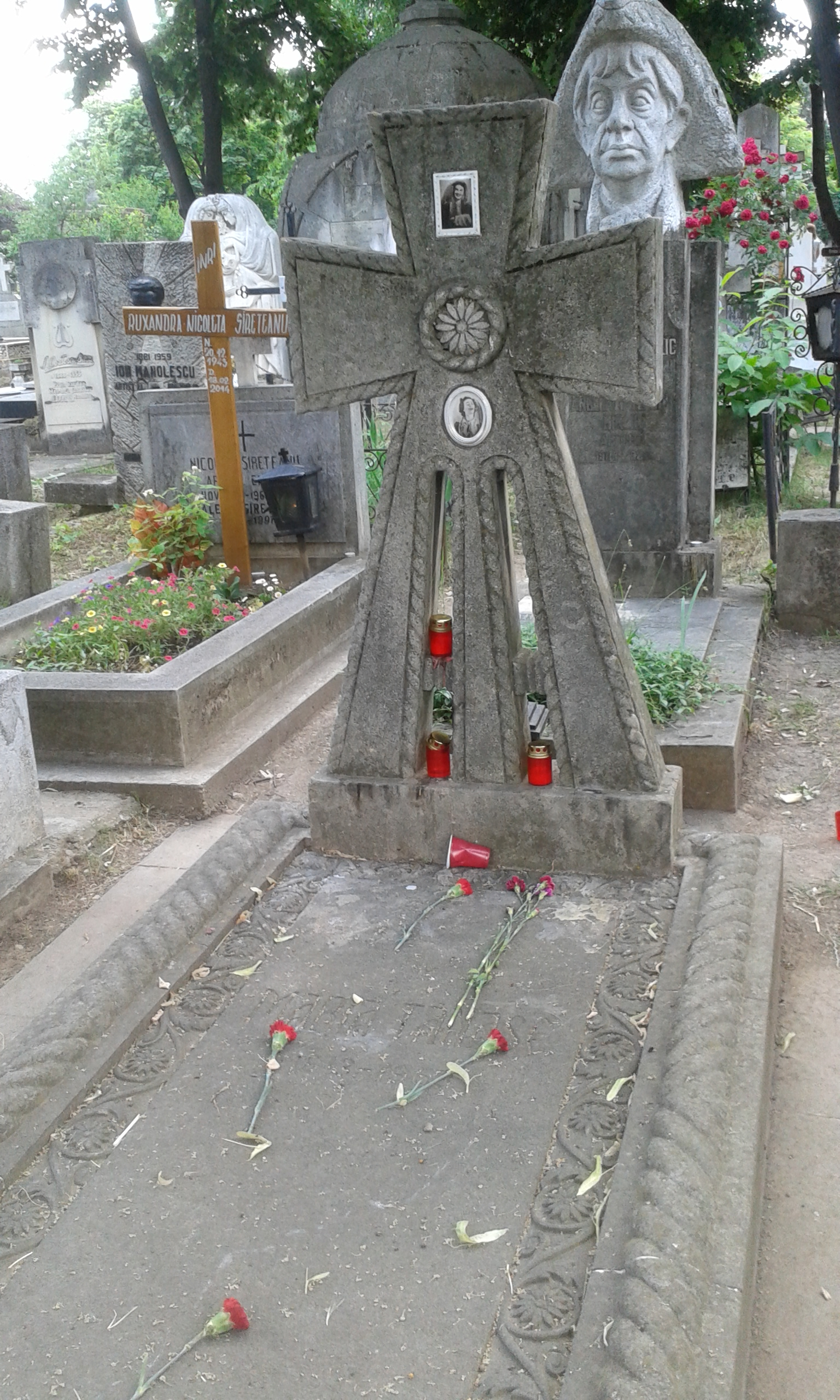